# Ateno
Ateno är en ort i Mexiko.   Den ligger i kommunen Chicontepec och delstaten Veracruz, i den sydöstra delen av landet, 190 km nordost om huvudstaden Mexico City. Ateno ligger 426 meter över havet och antalet invånare är 128.
Terrängen runt Ateno är kuperad. Runt Ateno är det ganska tätbefolkat, med 120 invånare per kvadratkilometer. Närmaste större samhälle är Xochiatipan de Castillo, 17,9 km sydväst om Ateno. Trakten runt Ateno består till största delen av jordbruksmark.